# 2019年熊本地震
2019年熊本地震，是2019年1月3日发生于日本熊本县玉名郡和水町附近的一场地震，震中位于北纬32.97度，东经130.47度，震中距熊本市约7千米。本次地震震级为Mj 5.1级，震源深度约10千米。
在此次地震中，九州地方、中国地方、四国地方有震感。日本气象厅在熊本县和水町观测到最大震度6弱。

## 地质背景
日本列岛地处欧亚大陆板块、北美洲板块、太平洋板块和菲律宾板块四个板块的交界处，是环太平洋火山地震带的重要一环。太平洋板块、北美洲板块和欧亚大陆板块、菲律宾板块在这一区域挤压碰撞，使得日本列岛逐渐从海底突起，在日本及其附近地区形成两千余个活跃断层，使得日本附近地区地震灾害频繁发生。

## 震害情况
这场地震发生在日本标准时间2019年1月3日18时10分，震源地属于人群密集的城镇地区，地震发震时为当地时间傍晚时分，日本紧急地震速报系统在18时10分29.8秒即检知到了此次地震的地震波，旋即因强度达到阈值而触发了地震动警报。日本气象厅于18时10分35.8秒向福冈县、长崎县和熊本县发布了紧急地震速报（警报），以警告当地民众慎防强烈震动。日本气象厅其后表示，此次地震没有引发海啸。日本海上保安厅则向熊本县附近海域发布了航行警报与海上安全警报。地震导致当地交通混乱，影响了新年返程高峰。
熊本县消防部门表示，一位80多岁的女性在熊本县益城町因地震受惊摔倒受伤，被送往医院治疗。和水町和熊本市公民馆等避难所入住了20户33名临时避难的居民。和水町有3所中小学校受到地震影响，出现损毁情况。
铁路运输方面，九州旅客铁道所属的九州新干线全线、山阳新干线新大阪至博多暂停运行，并进行全路安全检查以确认铁道设施的损毁情况。部分运输任务被疏解至既有线的特急列车。九州旅客铁道既有线在短暂停运后恢复运转。 西日本铁道天神大牟田线西铁柳川至大牟田区间陷入停运。熊本电气铁道藤崎线、菊池线全线停运。
九州高速公路部分路段临时封闭。熊本机场一度暂时关闭，多架次班机延误。

## 观测研究
日本气象厅于震后发表的震源震度关联消息推定震级为日本气象厅地震规模5.0级，震源深度10千米。日本气象厅最初发表的消息指，在熊本县和水町观测到最大烈度为日本气象厅震度等级6弱，在熊本县北区植木町、玉东町观测到震度5弱，在荒尾市、玉名市、山鹿市、菊池市、合志市、南关町、和水町和西原村观测到了震度4的摇晃。日本气象厅震后2小时发布消息指出，气象厅经进一步查证，将该次地震的震级由5.0级修订为5.1级。
日本气象新闻公司的分析认为，此次的地震的震中位于2016年熊本地震及其余震活动区域的北面，震源地域此前并未勘测到活断层带。
美国地质调查局测定本次地震震级为体波震级4.9级。美国地质调查局就本次地震进行的互联网地震强度调查接到了最大烈度达麦加利地震烈度3（III）度的震感感知报告。
亥姆霍兹德国地球科学研究中心推定指，此次地震规模为矩震级6.6级，震源深度27千米。德国地球科学研究中心GEOFON标准台网测定指，地震震级为面波震级6.6级，震源深度29千米。GEOFON扩展虚拟台网经W-phase解析认定本次地震震级为面波震级6.6级，震源深度30千米。该中心认定本次地震震中位于北纬141.95度、东经42.90度的日本北海道区域。
另据欧洲地中海地震中心测定，本次地震规模为体波震级4.7级，震源深度10千米，震中附近最大烈度为欧洲地震烈度表工程震害等级F级。欧洲地中海地震中心表示此次地震震中位于北纬33.04度、东经130.45度的日本九州区域。俄罗斯科学院地球物理研究所的58个地震台站记录到了这场地震，俄罗斯科学院测定地震震中位于北纬33.04度、东经130.46度。俄科学院地物所指出，本次地震的震级为体波震级4.8级，震源深度10千米，最大烈度达梅德韦杰夫·施蓬霍伊尔·卡尔尼克地震烈度表5（V）度。

## 震后响应
日本首相安倍晋三表示，要尽快掌握受灾情况，全力救助受灾者。
日本国土交通省九州运输局熊本运输支局、九州地方整备局以及日本气象厅福冈管区气象台派出紧急灾害对策派遣队前往震区调查震害情况。日本海上保安厅及第十管区海上保安本部均设立了地震灾害对策本部，海上保安厅派出了巡逻船艇39艘次、飞机12架次，并同时派遣了第三管区海上保安本部特别救援队对熊本县灾害应急响应进行支援。
日本防卫省震后设置了灾害对策室。日本防卫大臣岩屋毅要求防卫省尽快掌握灾区震害状况，并与有关省厅和自治体合作收集地震信息。陆上自卫队第8师团、西部方面航空队、第8飞行队、第42快速响应机动联队、熊本地方协力本部派出自卫官与车辆前往熊本震区提供应急支援。陆上自卫队、海上自卫队、航空自卫队共计派出11架次飞机前往灾区空域进行调查。
日本经济产业省表示，九州电力公司的玄海核电站、川内核电站未发生异常。熊本县厅亦同时设立了灾害对策本部。